# Richard Bottler
Richard Bottler (* 20. Juli 1903 in Münster im Elsass; † 12. Juni 1985 in München) war ein deutscher Diplomat.

## Leben und Karriere
Richard Bottler wuchs als Sohn des Gymnasialprofessors Ludwig Bottler in Mülheim an der Ruhr auf. Nach der Reifeprüfung 1921 am Staatlichen Gymnasium arbeitete er zunächst als Volontär bei der August-Thyssen-Hütte in Hamborn und der Gutehoffnungshütte in Oberhausen. Von 1922 bis 1923 sowie von 1927 bis 1930 studierte er Rechtswissenschaft an den Universitäten Münster, Köln und Bonn und promovierte 1932 zum Dr. jur. Seit 1927 gehörte er der Burschenschaft Alemannia Bonn an.
1935 erfolgte seine Aufnahme in den Auswärtigen Dienst des Deutschen Reiches. Neben Auslandseinsätzen im Konsulat von Rotterdam, im Generalkonsulat von New York sowie in der deutschen Botschaft in Washington, D.C. wurde er wiederholt in unterschiedlichen Funktionen in der Handelspolitischen Abteilung der Berliner Zentrale eingesetzt.
Mit Kriegsende schied er mit dem Titel eines Legationsrats aus dem Auswärtigen Dienst aus und fand anschließend verschiedene Anstellungen als Berater in der Wirtschaft, zuletzt 1950 bei den Klöckner-Werken in Duisburg.
Mit der Wiederaufnahme in den Auswärtigen Dienst 1951 fand er zunächst Verwendung als Referatsleiter in der Politischen Abteilung, bevor er 1952 als Konsul nach Windhuk entsandt wurde. Weitere Auslandseinsätze führten ihn als Botschafter nach Liberia (1955–1959) und nach Birma (1962–1966). Mit der Versetzung in den einstweiligen Ruhestand (1966) ließ er sich in München nieder, wo er sich fortan als Rechtsanwalt betätigte.

## Weitere Quellen
- Stadtarchiv Mülheim an der Ruhr, Bestand 1550 (Mülheimer Persönlichkeiten)